# إنديانابوليس 500 سنة 2019
إنديانابوليس 500 سنة 2019 هو سباق فورمولا 1 أقيم بتاريخ 2019.